# Achtung! – Auto-Diebe!
Achtung! – Auto-Diebe! ist ein deutscher Action-Stummfilm von und mit Harry Piel.

## Handlung
Harry Palen arbeitet im Geschäft seines Bosses Jakob Reuß als Autoverkäufer. Kurz vor einer anstehenden Probefahrt mit einem der Firmenfahrzeuge trifft sich Harry im Park mit seiner Jugendfreundin Helene. Dies ist der Moment, in dem eines der Reuß’schen Fahrzeuge von einem Dieb gestohlen wird. Harry, der Tausendsassa, nimmt dies natürlich nicht einfach so hin, sondern heftet sich sofort an die Fersen des Autodiebes.
Bei einer Jagd nach der anderen kommt Harry bald dahinter, dass es eine veritable Diebesbande gibt, die sich regelrecht auf die Entwendung von Edelkarossen spezialisiert hat. Er muss schließlich feststellen, dass ausgerechnet der Ehemann seiner Jugendfreundin, Robert Radek, der Kopf der Band ist. Helene weiß offensichtlich nichts davon. Radek wird gestellt und verhaftet, Helene sagt sich von ihm los und heiratet Harry, der zuvor seinem Boss den gestohlenen Wagen wieder zurückgebracht hat.

## Produktionsnotizen
Achtung! – Auto-Diebe!, im Frühjahr 1930 im UFA-Studio in Neubabelsberg gedreht, ist der letzte Stummfilm Harry Piels und lief am 5. Juni 1930, in einer Zeit, in der sich der Tonfilm in Deutschland bereits weitgehend durchgesetzt hatte, im Berliner Atrium-Kino an. In Österreich konnte man Achtung! – Auto-Diebe! ab dem 5. September 1930 sehen. Der Film war 2765 Meter lang, verteilt auf acht Akte.
Robert Neppach entwarf die Filmbauten, Max Paetz hatte die Aufnahmeleitung.

## Kritik
Paimann’s Filmlisten fand das Manuskript „nicht allzu kompliziert“, und dass sich Piel „weniger als sonst mit Sensationen bemüht“ habe und der Film angesichts der Bebilderung ausgedehnter Autofahrten einigen Leerlauf aufweise. Dennoch sei „das Ganze doch unterhaltend, flott im Tempo, und dank liebenswürdiger Darstellung recht ansprechend“.